# Isaac Comneno (príncipe)
Isaac Comneno (en griego: Ισαάκιος Κομνηνός, Isaakios Komnēnos) (1093-1154), noble bizantino, tercer hijo del emperador Alejo I Comneno e Irene Ducas.

## Vida
Isaac era hermano del emperador Juan II Comneno y de la historiadora Ana Comnena. Recibió de su padre la dignidad o título de kaisar (césar).
Tras la muerte de Alejo y el ascenso al trono de Juan II en 1118, Isaac fue acogido por su hermano en la Corte imperial casi como un igual del Emperador, recibiendo la dignidad de sebastokratōr. Se encargó de llevar a cabo diversas obras de caridad, incluyendo la restauración del monasterio cercano al palacio de Blanquerna (San Salvador de Cora). En 1130 Juan e Isaac se vieron enfrentados, e Isaac se vio obligado a huir de Constantinopla durante 6 años, acusado de conspirar para destronar a su hermano. 
Isaac buscó refugio en diversas cortes orientales, incluyendo la de los Danisméndidas en Malatya, y en el Reino de Jerusalén. En 1136 Isaac volvió a Constantinopla y se reconcilió con su hermano. A la muerte de Juan II en 1143, Isaac fue enviado a Heraclea Póntica, con el evidente propósito de alejarle de conseguir poder frente a su sobrino (algo que incluso se vio tentado a hacer en 1145-1146. Puede que se viera forzado a un retiro a una zona rural y en 1152 financió su propio monasterio cerca de Eno, Tracia.
Estas rivalidades en el seno de la familia imperial de los Comneno continuarían en el reinado de su sobrino Manuel I Comneno. Finalmente, tras la muerte de este último, el segundo hijo de Isaac, Andrónico, se convertiría en Emperador en el 1183.

## Familia
Isaac Comneno se casó con Irene, posiblemente una princesa de Kiev. También puede que se hubiese casado con Kata de Georgia, hija de David IV de Georgia y Rusudan de Armenia. De su primer matrimonio nacieron:
1. Juan Comneno, llamado Tzelepes, que se convirtió al Islam.
2. Andrónico I Comneno, emperador 1183-1185.
3. María Comnena.
4. Ana Comnena.
5. Eudora Comnena.
6. Elena Comnena.

También tuvo un hijo ilegítimo llamado Alejo Comneno.